# Vene brahiale
În anatomia umană, venele brahiale sunt venele comitante ale arterei brahiale la nivelul antebrațului. Deoarece sunt localizate adânc în mușchi, sunt considerate vene profunde. Cursul lor este cel al arterei brahiale (în sens invers): încep de unde se unesc venele radiale și venele ulnare (corespunzătoare bifurcației arterei brahiale) și se termină la marginea inferioară a mușchiului rotund mare. În acest moment, venele brahiale se unesc cu vena bazilică pentru a forma vena axilară.
Venele brahiale au și afluenți mici care drenează mușchii brațului, cum ar fi mușchiul biceps brahial și mușchiul triceps brahial.

## Imagini suplimentare

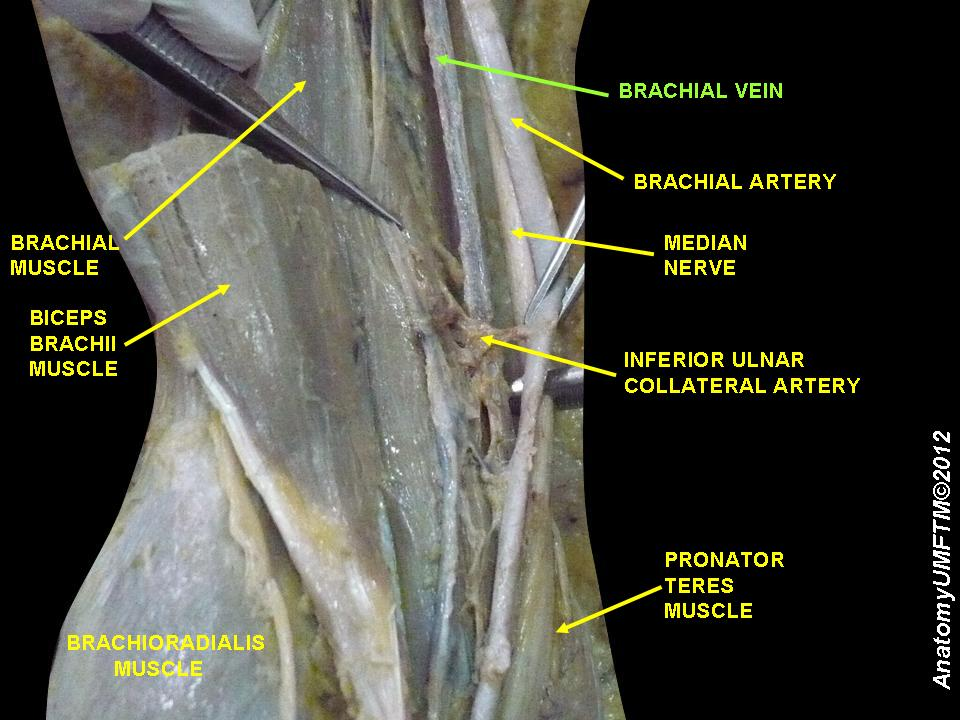
Vena brahială
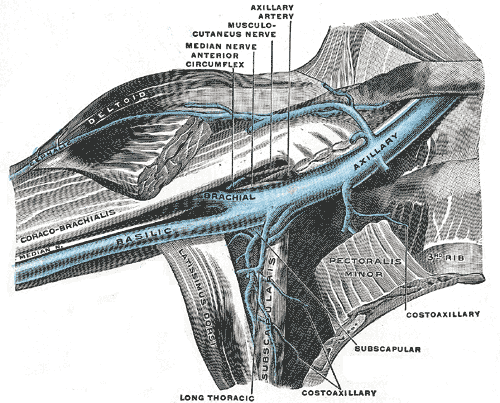
Venele axilei drepte, privite din față.